# Ebinur
Ebinur (čínsky znaky 艾比湖) je bezodtoké hořkoslané jezero na severozápadě Číny, největší v Džungarské pánvi. Leží v nadmořské výšce 189 m, poblíž jižního vchodu do Džungarské brány. Má rozlohu 1070 km² (při nízkém stavu vody okolo 800 km² a rozpadá se na dvě části). Dosahuje maximální hloubky 15 m.

## Pobřeží
Břehy jsou převážně nízké. Příbřežní jezerní terasy však místy dosahují až do výšky 50 m nad hladinou jezera.

## Vodní režim
V jezeře končí vody řek Džergalan, Czin-che a Boro-tala a vyznačuje se prudkým kolísáním hladiny (do 5 m mezi roky s malým a velkým množstvím vody). V současné době se nachází ve stádiu zmenšování. V zimě zamrzá.